# Afro-haitiani
Gli afro-haitiani (altre definizioni haitiani neri o neri haitiani) sono haitiani che fanno risalire i loro antenati totali o parziali all'Africa subsahariana. Formano il più grande gruppo razziale di Haiti e, insieme ad altri gruppi afro-caraibici, il più grande gruppo razziale della regione.
La maggior parte degli afro-haitiani discende da africani ridotti in schiavitù portati sull'isola dalla Spagna e dalla Francia per lavorare nelle piantagioni. Sin dalla rivoluzione haitiana, gli afro-haitiani sono stati il gruppo razziale più numeroso del paese, rappresentando il 95% della popolazione all'inizio del XXI° secolo. Il restante 5% della popolazione è composto da persone miste (discendenza mista africana ed europea) e altri gruppi minori (discendenza europea, araba e asiatica).